# Cantó de Baugy
El cantó de Baugy és un cantó francès del departament del Cher, situat al districte de Bourges. Té 17 municipis i el cap és Baugy.

## Municipis
- Avord
- Baugy
- Bengy-sur-Craon
- Chassy
- Crosses
- Farges-en-Septaine
- Gron
- Jussy-Champagne
- Laverdines
- Moulins-sur-Yèvre
- Nohant-en-Goût
- Osmoy
- Saligny-le-Vif
- Savigny-en-Septaine
- Villabon
- Villequiers
- Vornay

## Història
| Data d'elecció                           | Identitat        | Partit                                    | Qualitat |
| ---------------------------------------- | ---------------- | ----------------------------------------- | -------- |
| 1945-1949                                | M. Poirier       | RGR                                       |          |
| 1949-1973                                | Maurice Cherrier | RPF, després RS, després UNR, després UDR |          |
| 1973-2004                                | Michel Renoux    | Divers droite                             |          |
| 2004-                                    | Pascal Méreau    | PS                                        |          |
| les dades anteriors no són pas conegudes |                  |                                           |          |
|                                          |                  |                                           |          |

## Demografia
| A partir de 1990: Població sense dobles comptes |